# 天主教杜拉教区
天主教杜拉教區（拉丁語：Dioecesis Turana）是羅馬天主教的一個教區，位於印度東北部和梅加拉亞邦西部，面積為8,500平方公里。此教區受西隆總教區管轄。
教區於1973年3月1日成立。現任主教為安德肋·默勒克，輔理主教為若瑟·奇勒克爾，榮休主教為喬治·默默勒謝爾伊。教區於2010年時有三十八個堂區、239,511名教友和八十一名司鐸。